# Sorbus fennosuecica
Sorbus fennosuecica är en rosväxtart som beskrevs av George Gunnar Marklund och Eklund. Sorbus fennosuecica ingår i släktet oxlar, och familjen rosväxter. Inga underarter finns listade i Catalogue of Life.